# Episodi di GLOW (terza stagione)
La terza e ultima stagione della serie televisiva GLOW è stata interamente pubblicata su Netflix il 9 agosto 2019.
| nº | Titolo originale      | Titolo italiano            | Pubblicazione originale | Pubblicazione Italia |
| -- | --------------------- | -------------------------- | ----------------------- | -------------------- |
| 1  | Up, Up, Up            | Sempre più su              | 9 agosto 2019           | 9 agosto 2019        |
| 2  | Hot Tub Club          | Il club dell'idromassaggio | 9 agosto 2019           | 9 agosto 2019        |
| 3  | Desert Pollen         | Il polline del deserto     | 9 agosto 2019           | 9 agosto 2019        |
| 4  | Say Yes               | Say Yes                    | 9 agosto 2019           | 9 agosto 2019        |
| 5  | Freaky Tuesday        | Quel pazzo martedì         | 9 agosto 2019           | 9 agosto 2019        |
| 6  | Outward Bound         | Andare lontano             | 9 agosto 2019           | 9 agosto 2019        |
| 7  | Hollywood Homecoming' | Ritorno a Hollywood        | 9 agosto 2019           | 9 agosto 2019        |
| 8  | Keep Ridin'           | Proseguire                 | 9 agosto 2019           | 9 agosto 2019        |
| 9  | The Libertines        | I libertini                | 9 agosto 2019           | 9 agosto 2019        |
| 10 | A Very GLOW Christmas | Natale in stile GLOW       | 9 agosto 2019           | 9 agosto 2019        |